# Mycodrosophila margoae
Mycodrosophila margoae är en tvåvingeart som beskrevs av Bock 1980. Mycodrosophila margoae ingår i släktet Mycodrosophila och familjen daggflugor. Inga underarter finns listade i Catalogue of Life.